# Дьяково (Венёвский район)
Дьяково — деревня в Венёвском районе Тульской области России.
В рамках административно-территориального устройства входит в Бельковский сельский округ Венёвского района, в рамках организации местного самоуправления включается в Грицовское сельское поселение.

## Название
Прежнее название и статус — сельцо Дьякова, то есть селенье с домовладением хозяев земли — помещиков Дьяковых.

## География
Деревня находится в северо-восточной части Тульской области, в зоне хвойно-широколиственных лесов, в пределах Среднерусской возвышенности, при речке, именовавшаяся Увоз,  к востоку от реки Сежи, к западу от автодороги М4, на расстоянии 14 километров (по прямой) к юго-западу от города Венёва, административного центра района.
Осевая улица — Озёрная; единственная в деревне.
Абсолютная высота — 207 метров над уровнем моря.

### Климат
Климат характеризуется как умеренно континентальный, с умеренно холодной зимой и тёплым летом. Среднегодовая многолетняя температура воздуха составляет +5 °С. Средняя температура воздуха самого холодного месяца (января) — −10 °C, средняя температура самого тёплого (июля) — +20 °С. Период с положительными температурами длится около 220—225 дней. Среднегодовое количество атмосферных осадков составляет 550—600 мм, из которых большая часть (около 70 %) выпадает в тёплый период. Среднегодовая скорость ветра составляет 5 м/с.

### Часовой пояс
Деревня Дьяково, как и вся Тульская область, находится в часовой зоне МСК (московское время). Смещение применяемого времени относительно UTC составляет +3:00.

## История
Сельцо Дьякова в писцовых книгах 1587—1678 гг. упоминается как «сельцо Дьяково верх реч. Озвозова» Заострожского стана, принадлежащее помещикам Дьяковым. В 1857 г. в сельце при реч. Увоз проживало 367 человек. По подворной переписи 1910-12 гг. в сельце Пасловской волости было 88 дворов и 460 человек:5.

## Население
| 2010 |
| ---- |
| 3    |

### Национальный состав
Согласно результатам переписи 2002 года, в национальной структуре населения русские составляли 91 % из 11 чел.:333

## Инфраструктура
Личное подсобное хозяйство с зоной сельскохозяйственного использования, индивидуальная застройка усадебного типа.

## Транспорт
Просёлочные дороги.